# Lotte Laserstein

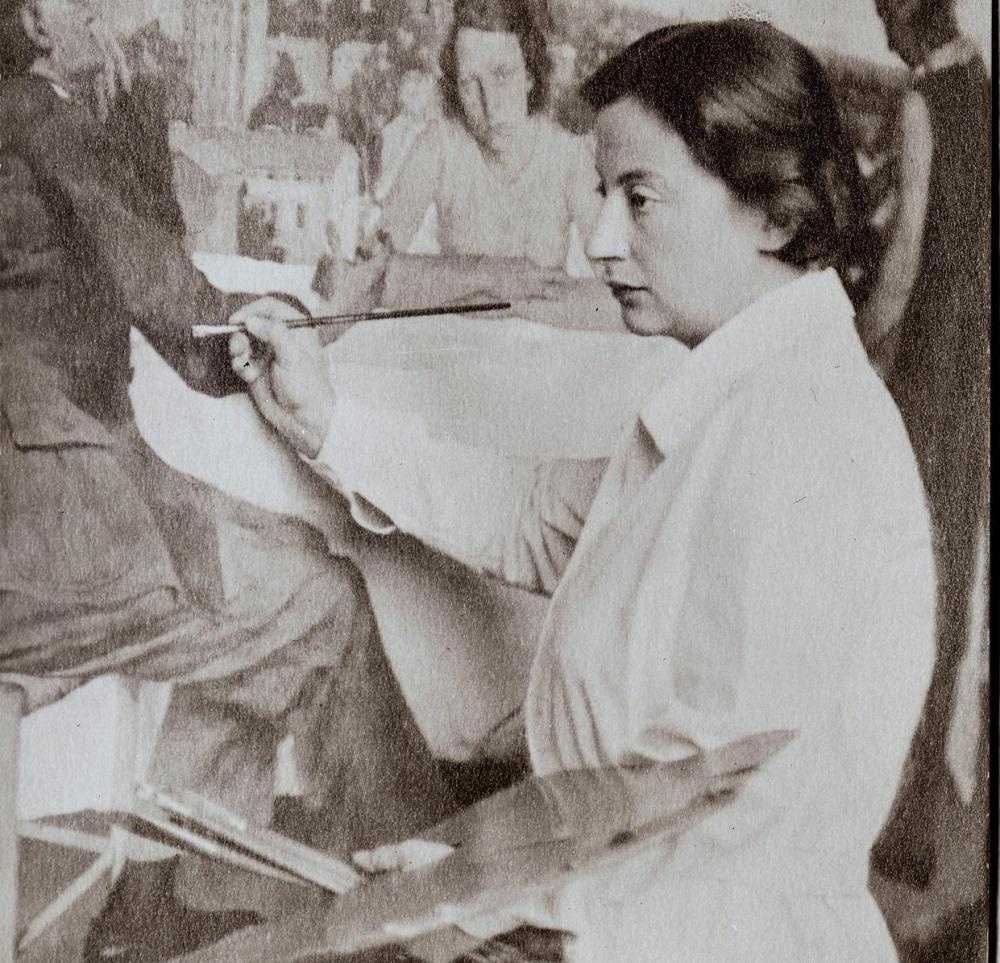
Lotte Laserstein bei der Arbeit an ihrem Gemälde Abend über Potsdam; Fotografie von Wanda von Debschitz-Kunowski, um 1930

Lotte Meta Ida Laserstein (* 28. November 1898 in Preußisch Holland im ostpreußischen Oberland; † 21. Januar 1993 in Kalmar, Schweden) war eine deutsch-schwedische Malerin. Sie gilt als bedeutende Vertreterin der gegenständlichen Malerei der Weimarer Republik.

## Leben und Wirken

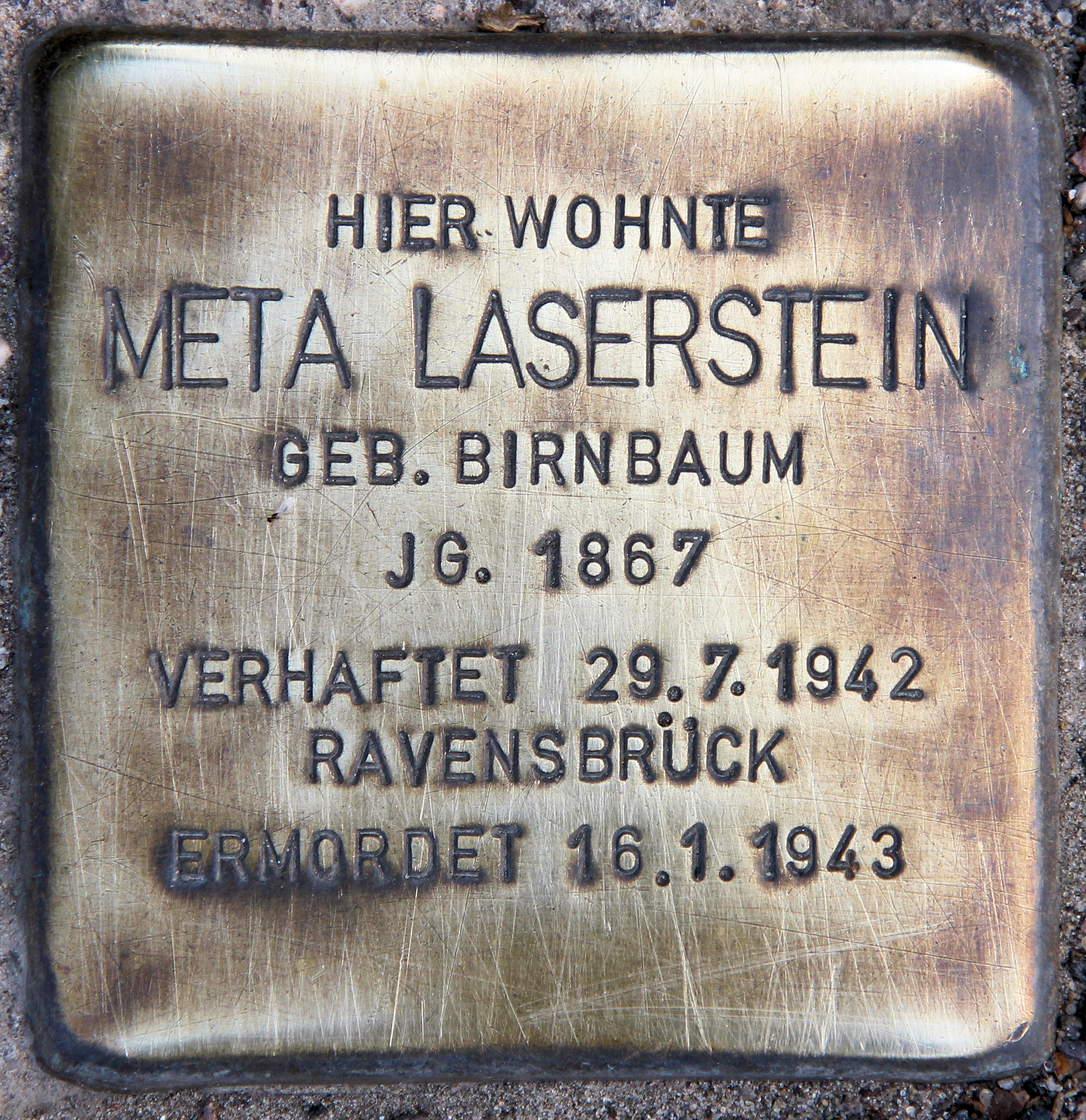
Stolperstein für die Mutter von Lotte Laserstein vor dem Haus Immenweg 7 in Berlin-Steglitz

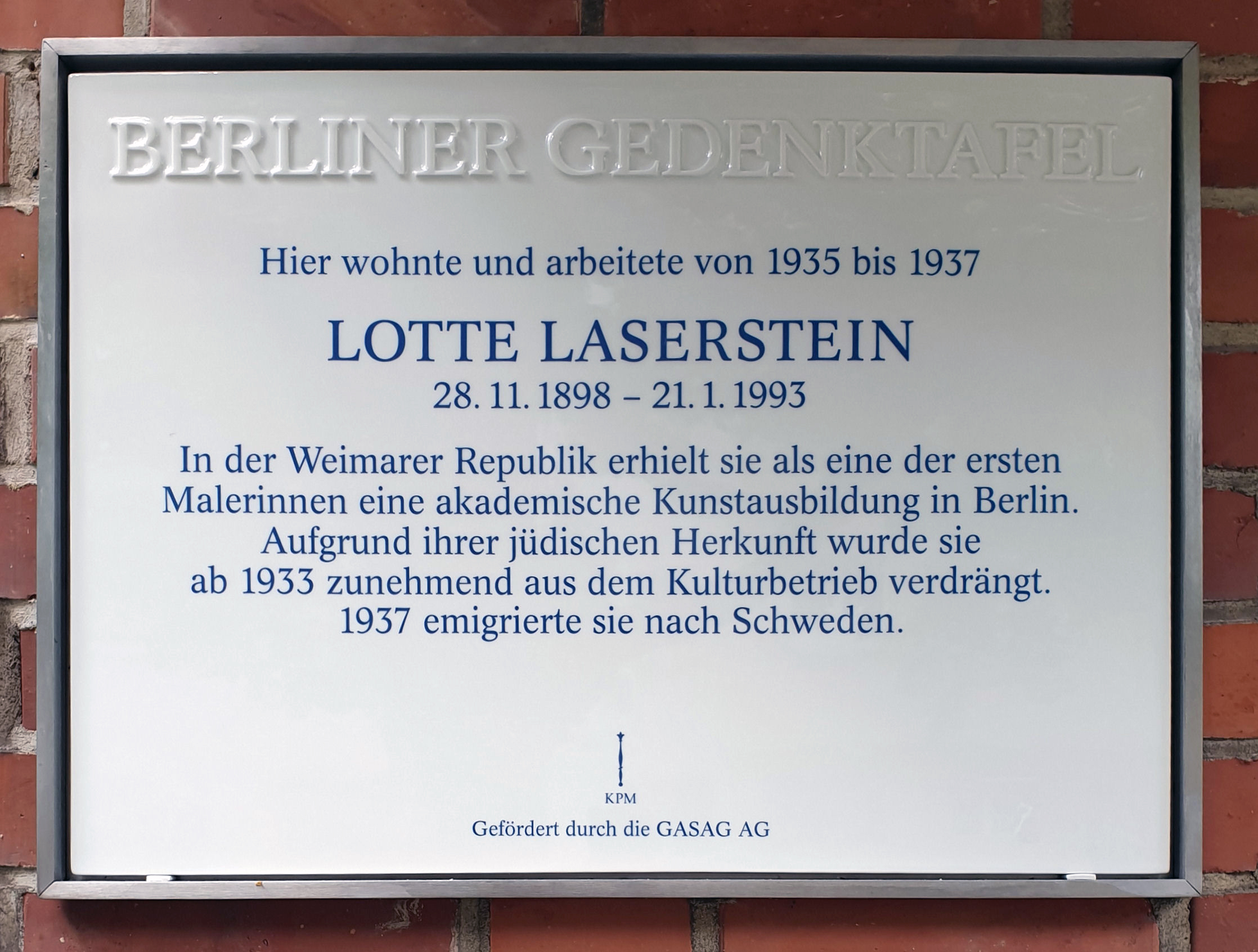
Berliner Gedenktafel am Haus Jenaer Straße 3 in Berlin-Wilmersdorf

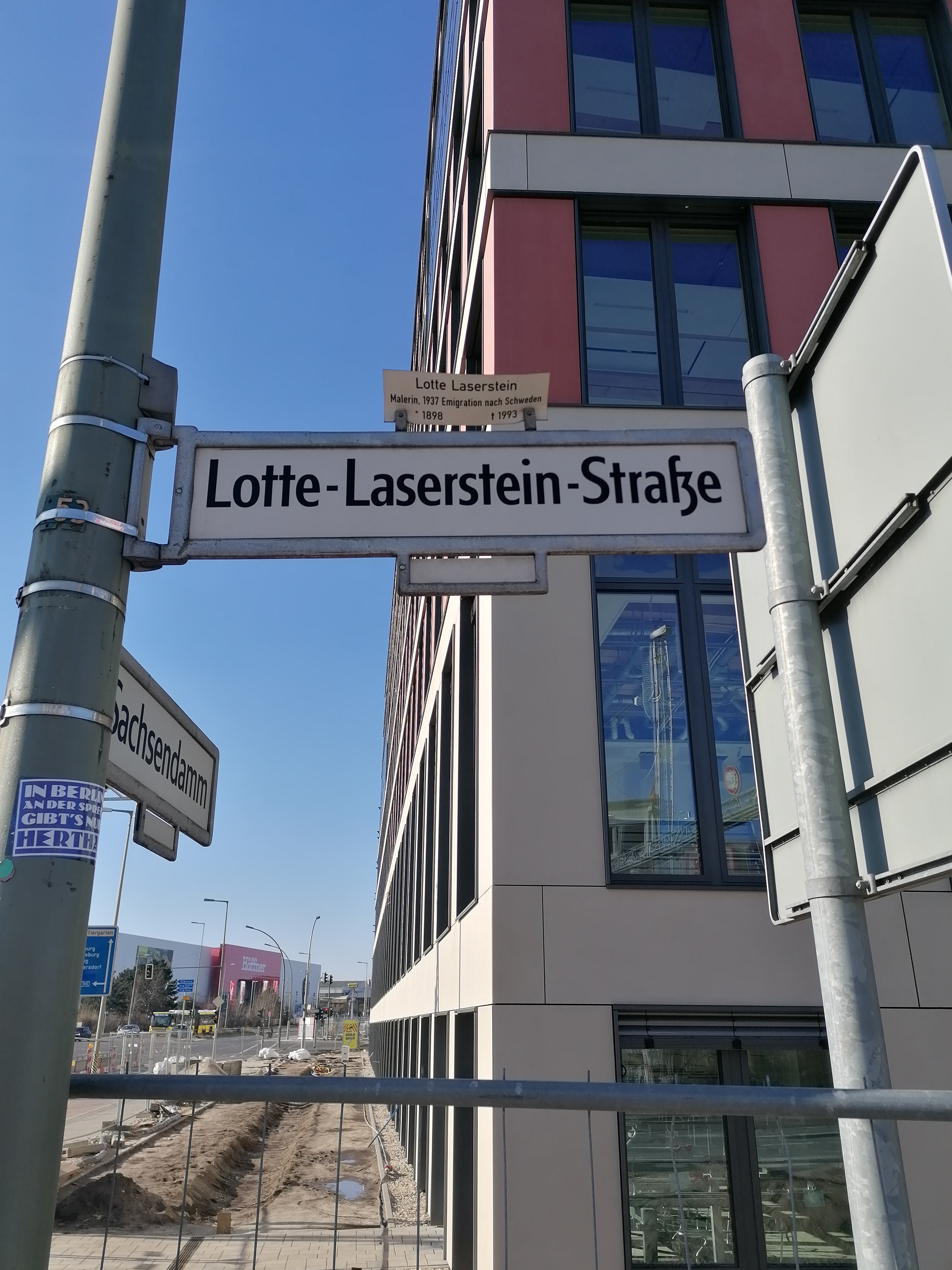
Straßenschild Lotte-Laserstein-Straße in Berlin-Schöneberg

Lotte Laserstein wurde in Ostpreußen in Preußisch Holland bei Elbing (Preußen) als Tochter des Apothekers Hugo Laserstein und dessen Frau Meta Anna Ida (geb. Birnbaum) geboren. 1900 folgte die Schwester Käte Rosalie Ida († 1965), die Germanistin und Literaturwissenschaftlerin wurde. Nach dem frühen Tod des Vaters zog Meta Laserstein mit ihren beiden Töchtern zu ihrer Mutter Ida und der alleinstehenden Schwester Elisabeth Birnbaum nach Danzig. Birnbaum betrieb eine private Malschule, sodass Lotte Laserstein früh im Fach Malerei unterrichtet wurde. Die verwitwete Mutter und deren unverheiratete Schwester Elisabeth waren berufstätige und autarke Frauen, die mit ihrem Lebensstil beide Mädchen nachhaltig prägten, denn beide blieben zeitlebens alleinstehend und sorgten stets selbst für ihren Lebensunterhalt. 1912 zog die Familie von Danzig nach Berlin um.
Lotte Laserstein absolvierte ihr Abitur an der Chamissoschule in Berlin-Schöneberg, einer höheren Mädchenschule, wo die Möglichkeit bestand, die Hochschulreife zu erwerben. Als eine der ersten Absolventinnen der Hochschule für die Bildenden Künste schloss sie ihr Studium der Malerei im Zeitraum von 1921 bis 1927 mit Auszeichnungen ab. Frauen hatten in Deutschland erst ab 1919 die Erlaubnis erhalten, an einer Akademie zu studieren. Als Meisterschülerin von Erich Wolfsfeld spezialisierte sie sich auf die Porträtmalerei.
Das zentrale Thema ihrer Arbeit war die Bildnismalerei. Die der Neuen Sachlichkeit nahe stehenden Bilder, die zwischen 1927 und 1933 entstanden, als sie relativ unabhängig von Aufträgen arbeiten konnte, werden heute als die bedeutendsten eingeschätzt. Es sind „Bildnisse zwischen sozialer Repräsentation und malerischer Präsenz“, die „als Schilderung weiblicher Lebensrealität“ gelten können. 1925 hatte sie ihre langjährige Freundin Traute Rose kennengelernt, die sie in zahlreichen Bildern porträtierte. Darunter waren auch weibliche Akte, was Laserstein zu einer der ersten Malerinnen macht, die sich dieses Sujets annahmen. Laserstein inszenierte Rose in zahlreichen Gemälden als das neue weibliche Ideal der Weimarer Republik. Eine über platonische Freundschaft hinausgehende Beziehung zu Rose kann im Nachlass Lasersteins nicht nachgewiesen werden.
Schätzungsweise 10.000 Arbeiten umfasst das Gesamtwerk Lotte Lasersteins. Darunter sind für die Berliner Jahre etwa 300 Gemälde und 100 Zeichnungen nachgewiesen.
Laserstein baute sich ihr eigenes Atelier auf, betrieb eine private Malschule und nahm an Wettbewerben teil. Sie engagierte sich in Künstlerinnenvereinen und entwickelte auf diese Weise ein großes Netzwerk, auf das sie für Ausstellungen und Verkäufe zurückgreifen konnte.
In der Zeit des Nationalsozialismus wurde sie vom NS-Staat zur „Dreivierteljüdin“ erklärt, da ihre Mutter Meta Jüdin war. Ab 1933 konnte sie ihren Beruf nicht mehr ausüben, da sie über keinen Ariernachweis verfügte. Auch aus ihrem Amt im Vorstand des Vereins der Berliner Künstlerinnen wurde sie 1933 entlassen und war auf öffentlichen Ausstellungen nicht mehr vertreten. Nach 1933 verdiente Laserstein ihren Lebensunterhalt, als private Aufträge zunehmend abnahmen, durch privaten Kunstunterricht. Nach dem Hochschulabschluss 1927 hatte sie eine private Malschule eröffnet, in der sie Kunststudentinnen auf das Akademiestudium vorbereitete. Seit 1933 wurde diese Schule von den Nationalsozialisten als jüdisches Unternehmen eingestuft und 1935 geschlossen. Lotte Laserstein arbeitete in den folgenden zwei Jahren als Zeichenlehrerin an der jüdischen Privatschule von Helene Zickel.
Im Dezember 1937 emigrierte Laserstein nach Schweden. Verbunden mit einer Ausstellung ihrer Werke in der Stockholmer Galerie Moderne nutzte sie die Gelegenheit, Deutschland mit dem Großteil ihrer Bilder zu verlassen. Um die schwedische Staatsbürgerschaft zu erhalten, ging sie 1938 eine Scheinehe ein. Die getaufte und assimilierte Jüdin lebte ab 1937, dem Jahr ihrer Flucht nach Schweden, überwiegend von Auftragsporträts. Sie malte bis zu ihrem Tod Porträts und Landschaften. Während des Zweiten Weltkriegs bemühte Laserstein sich vergeblich, auch ihre Mutter sowie ihre Schwester Käthe und deren Lebensgefährtin Rose Ollendorf nach Schweden zu retten. Die Mutter wurde 1943 im KZ Ravensbrück ermordet. Der Schwester gelang es im August 1946, nach Schweden zu kommen. Bis zu ihrer Rückkehr nach Berlin 1954 lebten die Schwestern zusammen, Käthe Laserstein starb 1965.
Den Durchbruch zur internationalen künstlerischen Anerkennung brachte erst eine Reihe von Ausstellungen, die in der Royal Academy of Arts (London) unter dem Titel „German Art in the 20th Century“ im Herbst 1985 begann. Die Schau war im Frühling 1986 in der Staatsgalerie Stuttgart zu sehen. Eine Wanderausstellung über deutsche emigrierte Künstler wurde 1986 unter anderem in London und Berlin gezeigt. Die Londoner Hayward Gallery zeigte im gleichen Jahr unter dem Titel „Dreams of a Summer Night“ Künstler aus Skandinavien, bevor 1987 eine Einzelausstellung zu Lasersteins Werken von den beiden Londoner Galerien Agnews und The Belgrave gemeinsam gezeigt wurde, bei der die betagte Malerin mit Traute Rose zugegen war. Die Ausstellung leitete die „Wiederentdeckung“ Lotte Lasersteins ein. Noch mit 92 Jahren war Lotte Laserstein künstlerisch tätig. Sie starb 1993 im schwedischen Kalmar.

## Würdigungen
Käthe Ephraim Marcus schrieb 1930 in einem Artikel zur Ausstellung „Die gestaltende Frau“, „daß man sich noch oft an die Bilder von […] Lotte Laserstein […] erinnern wird“.
Publiziert und wissenschaftlich gewürdigt wurde die Künstlerin ab den 1990er Jahren, u. a. durch Marsha Meskimmons Forschungsbeiträge zur Kunst der 1920er Jahre. Traute Rose hatte eine Biografie über Lotte Laserstein vorbereitet, die aber nicht erschienen ist.
In Deutschland wird Laserstein durch die Ausstellung Lotte Laserstein (1898–1993) – Meine einzige Wirklichkeit wiederentdeckt, die von der Kunsthistorikerin Anna-Carola Krausse für Das Verborgene Museum erarbeitet wurde und 2003 im Museum Ephraim-Palais der Stiftung Stadtmuseum Berlin stattfand.
2009 erwarb die Berlinische Galerie den dokumentarischen Nachlass der Künstlerin als private Schenkung. Neben Werkfotografien umfasst das Material Skizzenbücher, private und berufliche Korrespondenz, Unterlagen zu Ausstellungsbeteiligungen sowie Bücher aus der Bibliothek Lasersteins. Der Hauptteil des Nachlasses umfasst Lasersteins Zeit in Schweden; aus der Berliner Zeit sind kaum Unterlagen erhalten.
Seit 2010 ist die Nationalgalerie in Berlin im Besitz des Gemäldes Abend über Potsdam aus dem Jahr 1930. Es gilt als „Hauptwerk“ Lasersteins und eröffnet die Ausstellung zur Moderne in der Neuen Nationalgalerie als erstes Bild.
Der Bezirk Tempelhof-Schöneberg hat 2007 im Ortsteil Schöneberg eine kurze Zufahrt zu einem Parkhaus am Bahnhof Berlin Südkreuz nach ihr benannt.
2014 erwarb das Frankfurter Städelsche Kunstinstitut Lasersteins Gemälde Russisches Mädchen mit Puderdose (1928) von der Gemeinde Nybro. Mit dem Bildnis eines Mädchens, das mithilfe einer Puderdose in einem großen Spiegel den Sitz ihrer Bubikopf-Frisur kontrolliert, beteiligte sich die Malerin 1928 an dem Wettbewerb „Das schönste deutsche Frauenporträt“ und gelangte in die Endrunde jener 26 ausgewählten Bilder, die in der Berliner Galerie Gurlitt ausgestellt wurden.
Die Berliner Kulturverwaltung brachte am 22. Juni 2020 eine Berliner Gedenktafel für Lotte Laserstein an ihrem ehemaligen Wohnhaus in der Jenaer Straße 3 in Berlin-Wilmersdorf an.
Das Potsdam Museum erhielt im Herbst 2020 das 1950 entstandene Gemälde „Selbstporträt vor Abend über Potsdam“, das von der Ernst von Siemens Kunststiftung aus englischem Privatbesitz erworben worden war.

## Retrospektiven seit 2000
- 2003: Retrospektive Lotte Laserstein (1898–1993) – Meine einzige Wirklichkeit. Das Verborgene Museum e. V. in Zusammenarbeit mit der Stiftung Stadtmuseum Berlin, Museum Ephraim-Palais in Berlin
- 2004: Lotte Laserstein – min enda verklighet. Kalmar Konstmuseum, Schweden
- 2005: Sternverdunkelung. Lotte Laserstein och Nelly Sachs – om exilens villkor. Jüdisches Museum Stockholm
- 2006: Lotte Laserstein – ur exilens anonymitet. Bror Hjorths Hus, Uppsala
- 2018/2019: Lotte Laserstein – Von Angesicht zu Angesicht. Städel-Museum, Frankfurt am Main.[21] Die Ausstellung war im Frühling/Sommer 2019 unter demselben Titel und „mit Porträts, Landschaftsbildern, Spätwerken und Bildern aus ihrem künstlerischen Umfeld der 1920/30er Jahre erweitert“[22] auch in der Berlinischen Galerie, Berlin, sowie zum Jahreswechsel 2019/2020 in der Kunsthalle zu Kiel zu sehen.
- 2021/2022: CLOSE-UP, Ausstellung der Fondation Beyeler mit Fokus auf Künstlerinnen[23]
- 2023: Exhibition Lotte Laserstein : Ett delat liv — A Divided Live., Moderna Museet Malmö 6. Mai – 1. Oktober 2023, Moderna Museet Stockholm. 11. November 2023 – 14. April 2024. Rezension in der FAZ vom 12. Januar 2024.[24]